# Axel Jensen
Axel Jensen (12. února 1932 – 13. února 2003) byl norský spisovatel. Narodil se ve městě Trondheimu a svůj první román publikoval v roce 1955 pod názvem Dyretemmerens kors. V pozdějších letech vydal ještě 10 románů, poslední z nich 5 let před svou smrtí. Později publikoval například vlastní autobiografickou knihu. Roku 1992 získal norskou literární cenu Cappelenprisen; o čtyři roky později pak byl oceněn čestnou cenou organizace Fritt Ord. Jeho první manželkou byla Marianne Ihlen, se kterou měl syna Axela.

## Dílo
Romány
- Dyretemmerens kors (1955)
- Ikaros – ung mann i Sahara (1957)
- Line (1959)
- Joacim (1961)
- Epp (1965)
- Mor India (1974)
- Junior (1978)
- Senior (1979)
- Lul (1992)
- Og resten står skrivd i stjernene (1995)
- Jumbo (1998)